# Encaje de torchón

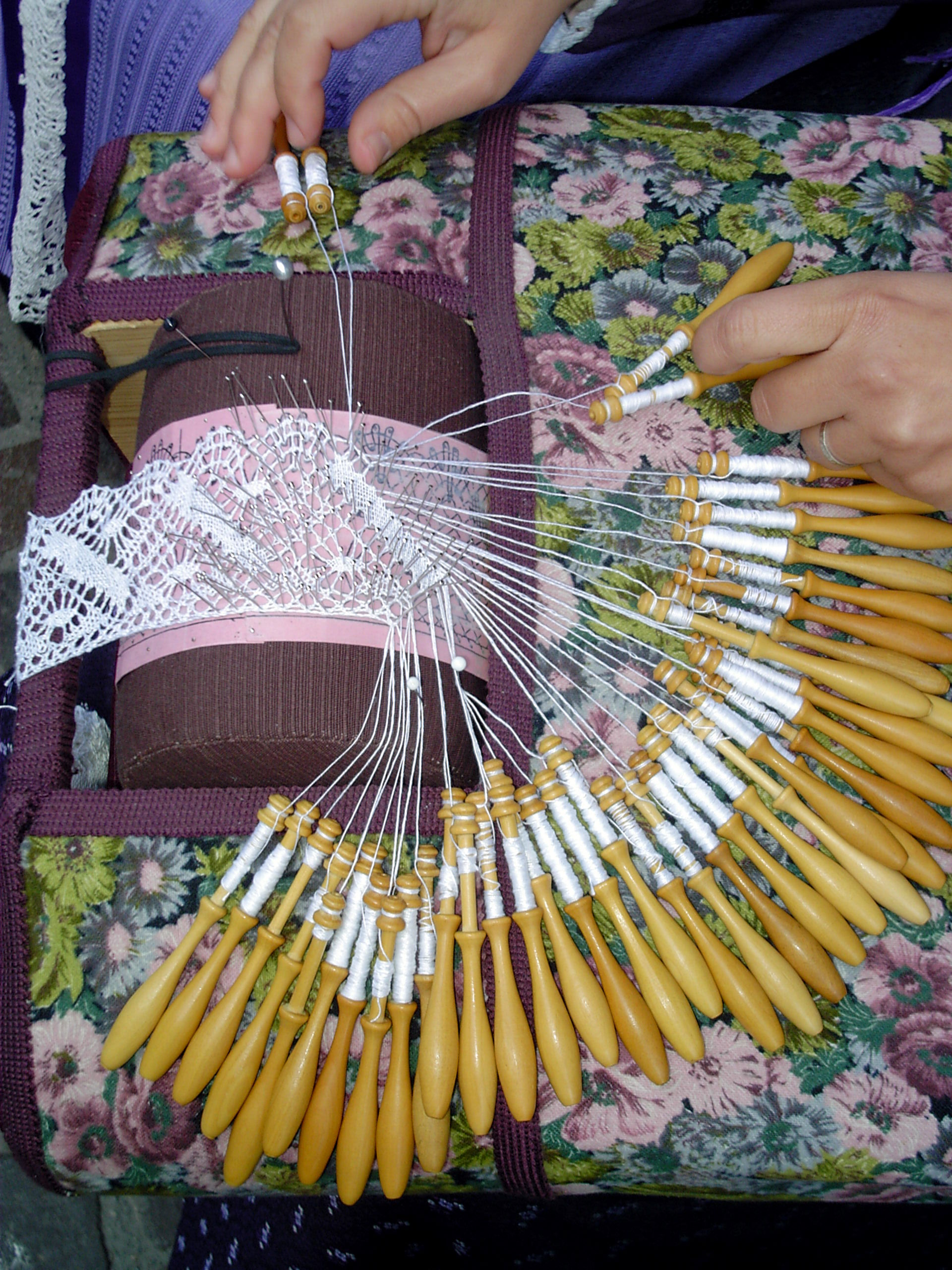
Elaboración de un encaje de torchón tradicional.

El encaje de torchón es un tipo de encaje de bolillos elaborado en todas partes de Europa. Es un encaje continuo, ya que el diseño se hace al mismo tiempo que la red. El encaje de torchón es muy conocido por ser grueso y fuerte, así como por sus sencillos patrones geométricos y líneas rectas. No utiliza diseños representativos. Las clases medias lo usaban para ribetear prendas, como entredós y para decorar ropa interior de algodón y lino. Era ideal para esto debido a que es un encaje muy resistente y económico. El encaje de torchón era inicialmente hecho de lino, pero desde hace mucho tiempo se usa también el algodón. Se elabora en tiras de 1 a 2 pulgadas (2.5 a 5 cm) de ancho. El hilo Cordonnet fue utilizado por primera vez en Suecia, pero ahora su uso está generalizado. Ocasionalmente se usan también hilos de colores en este encaje, pero por lo general el encaje de torchón suele ser blanco.
El encaje de torchón es uno de los encajes más antiguos que hay. Es común verlo en regiones que se especializan en la elaboración de encaje como Bélgica, Francia, Italia, Sajonia, Suecia y España. Desde el siglo XIX, este encaje ha sido el primero que aprenden a hacer los encajeros debido a su simplicidad. Sólo requiere unos cuantos bolillos y utiliza un hilo más grueso que en otros encajes, lo cual facilita el aprendizaje. Es también el más sencillo de todos los encajes con fondo de red.
A pesar de estar entre los encajes más antiguos, el encaje de torchón no se comenzó a realizar en Inglaterra hasta finales del siglo XIX, en la región de las Tierras Medias Orientales, por lo que no es considerado un encaje inglés. A principios del siglo XX ya se vendían copias hechas a máquina que eran casi indistinguibles de los encajes hechos a mano.